# Sodišinci
Sodišinci (Hongaars: Bírószék, Duits: Sodersdorf of Sodiftza) is een plaats in Slovenië en maakt deel uit van de gemeente Tišina in de NUTS-3-regio Pomurska. De plaats telde 214 inwoners op 1 januari 2020.